# Route européenne 411
Pour les articles homonymes, voir E411 et Route 411.
La route européenne 411  est une autoroute européenne qui va de Belgique en France. La route commence au Carrefour Léonard à Bruxelles et suit le trajet de l'A4 belge jusqu'à Arlon. À partir de là, elle suit le cours de la N81 et de l'A28 en direction du poste-frontière d'Aubange vers Longwy où elle devient la RN52. Après quoi, elle se continue sur l'A30 (France) dans la direction de Metz ensuite sur l'A31-E25 qu'elle rejoint à hauteur d'Uckange.
Sur sa partie belge, elle porte aussi le nom  d'autoroute de l’Ardenne (A4). Elle est à 3x3 voies depuis Bruxelles jusqu'à sa connexion avec la route nationale 4 peu après Namur, puis sur 2x2 voies sur le restant de son trajet, à l’exception de la partie entre Etalle et Habay, dans la province de Luxembourg.
Elle comporte un « chainon manquant » entre sa connexion à l'autoroute belge A4 et celle avec l'autoroute française A30 en attendant l'achèvement de l'autoroute belge A28 et la mise à double voie de la route nationale 52 française, à hauteur des viaducs de Piedmont et de la Chiers ainsi que du tunnel du Bois de Chênes.

## Particularité
Cette autoroute se confond avec la route européenne de référence E25 entre l'échangeur de Neufchâteau et la sortie 32 vers la N81. L'autoroute belge A4 Bruxelles - Namur - Arlon - frontière luxembourgeoise est, au niveau belge, un axe majeur mais vu que la numérotation européenne prime sur la numérotation nationale, elle est dénommée E411. La portion de 7 km entre la sortie 32 et la frontière n'est pas une partie de la E411 puisque celle-ci se dirige vers le sud. Pour la facilité des automobilistes cependant, la double numérotation E25-E411 persiste sur cette portion. Il en sera peut-être autrement lorsque l'A28, partie de la E411 plus au sud (qui contourne Aubange) sera achevée jusqu'à la frontière entre la Belgique et la France.

### Chainon manquant sur l'A28

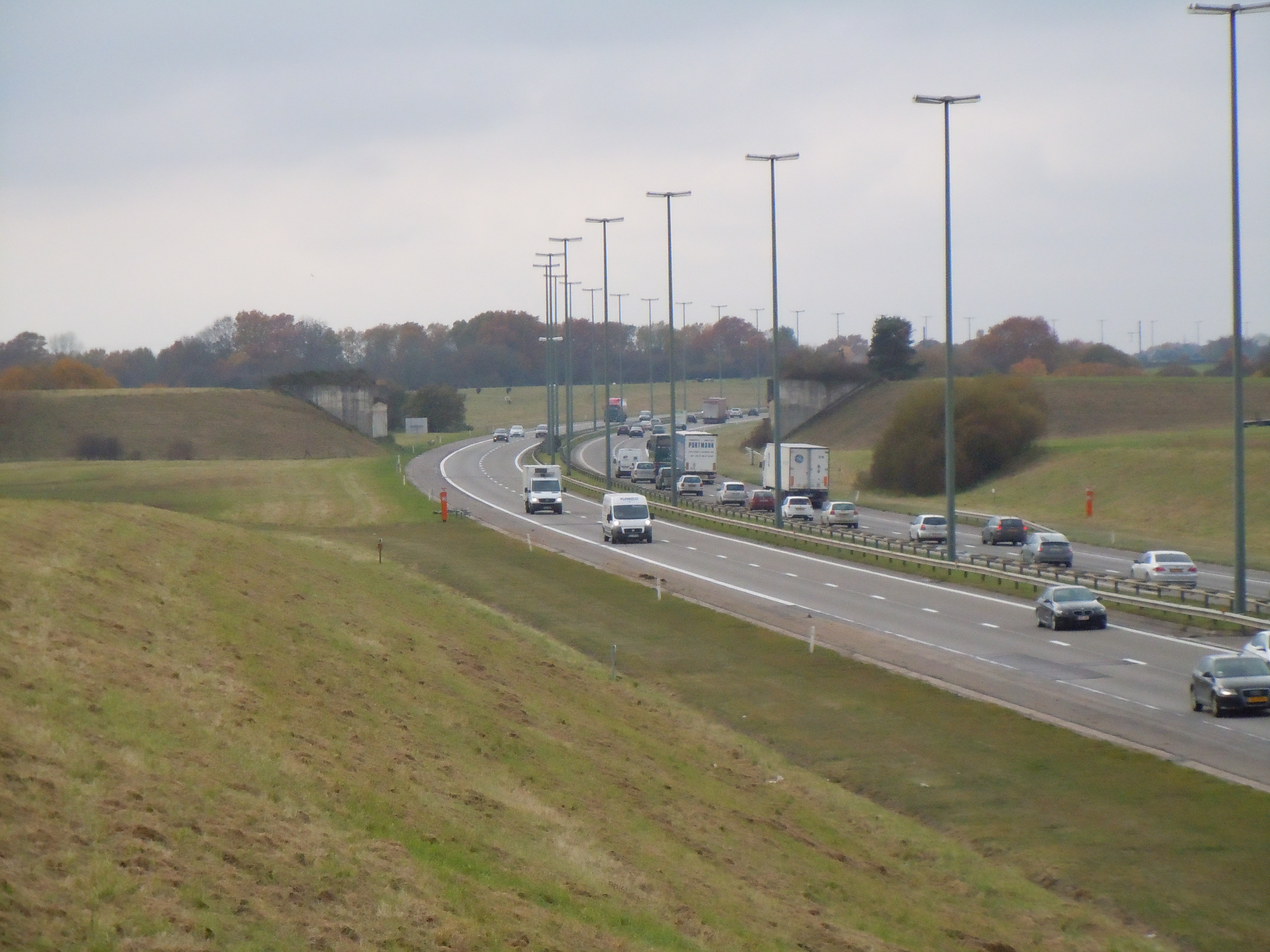
Pont et terrassements du futur échangeur de l'A4 avec le chainon manquant de l'E411 via l'A28, permettant de la relier à la frontière française.

Depuis les années 1970 subsiste un « chainon manquant » sur environ 8 km entre l'A4 et l'A28, qui connectera l'E411 à la frontière française en direction de Longwy et Metz via la RN52. Les premiers travaux de terrassement et de ponts sur l'A4 ont été réalisés en 1974 à hauteur d'Autelbas-Barnich, en vue d'y créer l'échangeur.
Lors du sixième sommet de la Grande Région en 2001, le Luxembourg marqua son intérêt pour relier l'E411 à son autoroute A13 qui traverse désormais tout le sud du pays vers l'Allemagne et la Bundesautobahn 8 et qui serait alors prolongée jusqu'à l'A28 au moyen d'un nouvel échangeur à hauteur de Sélange.
Après des procédures d'expropriation arrêtées en 1997, le tracé définitif est publié en 2003 par le Ministère de l'Équipement et des Transports, qui annonce le début des travaux à l'horizon 2006 mais il fut cependant reporté dans l'attente de budgets, notamment européens.
En 2019, le schéma de développement du territoire de la région wallonne fait encore mention du projet par le biais de sa société de financement complémentaire des infrastructures (SOFICO).
Actuellement, la connexion se fait via la nationale 81 entre l'échangeur de Weyler (A4) jusqu'au futur échangeur de Longeau (A28).

## Tracé
| E 411 Bruxelles - Uckange                                           |                 |                               | |
|                                                                     |                 |                               | |
| État                                                                | Route Nationale | Tronçon                       | Jonction (numérotation nationale) |
| Province de Belgique                                                |                 |                               | |
| Province du Brabant flamand                                         | autostrada      | Bruxelles - Arlon             | Carrefour Léonard 2 Jezus-Eik 2a Hoeilaart 3 Overijse |
| Province de Belgique                                                |                 |                               | |
| Province du Brabant wallon Province de Namur Province de Luxembourg | autostrada      | Bruxelles - Arlon             | 4 Rosières 5 Bierges 6 Wavre 7 Wavre-Sud 8 Louvrange 8a Louvain-La-Neuve 9 Corroy-le-Grand 10 Walhain 11 Thorembais-Saint-Trond Aische-en-Refail 12 Éghezée Échangeur de Daussoulx 13 Champion 14 Bouge (Namur-Centre) 15 Loyers (Namur-Sud) 16 Wierde 18 Courrière 18b Courrière 19 Spontin 20 Achêne 21 Custinne 22 Rochefort Wanlin 22b Lavaux-Sainte-Anne 23 Wellin 23a Tellin 24 Transinne 25 Libramont-Chevigny 26 Verlaine - Neufchâteau 27 Longlier - Neufchâteau Échangeur de Neufchâteau 28 Léglise 28a Rulles 29 Habay/Arlon 30 Stockem 31 Arlon 32 Weyler |
| Province de Luxembourg                                              |                 | Weyler - Aubange              | Wolkrange · Hondelange Differt Messancy Aubange-nord |
| Province de Luxembourg                                              | autostrada      | Aubange - frontière française | 3 Athus 4 Aubange-sud |
|                                                                     |                 |                               | |
| Département français                                                |                 |                               | |
| Moselle (57)                                                        | A30             | Longwy - Uckange              | N 52 7 Aumetz 6 Havange 5 Fontoy 4 Nilvange 3 Hayange 2a Florange 2b Fameck 1 Uckange A31 |

## Art
Une œuvre monumentale de Bernar Venet, Arc majeur, a été installée à la borne kilométrique 99 de part et d'autre de l'autoroute en 2019. D'une hauteur de 60 m, c'est la plus haute sculpture publique d'Europe.